# Dreamzzz
LEGO Dreamzzz est une série télévisée d'animation, d'action et de science-fiction danoise. Diffusée en 2023 à la télévision américaine, elle est dérivée de la gamme homonyme du jeu de construction Lego.
Elle est sortie le 15 mai 2023 sur YouTube, Prime Video, Sky et ITVX au Royaume-Uni,,,.
La série est diffusée en France sur le service Okoo depuis le 15 mai 2023 et sur France 4 dans Okoo depuis le 3 juin 2023.
Le 2 avril 2024, Lego annonce la sortie de la saison 2 pour le 17 mai 2024.
Le 23 avril 2024, Okoo annonce l'avant-première mondiale le 7 mai 2024 sur l'application Okoo.
La saison 3 sera diffusée sur France 4 à partir du 7 juin 2025 et dès le 28 mai sur la plateforme Okoo.

## Synopsis
Le monde des rêves est attaqué par le roi des cauchemars. Un groupe de cinq ados deviennent chasseurs de rêves pour protéger les rêveurs innocents.

## Fiche technique
- Titre original : LEGO DREAMZzz: Trials of the Dream Chasers
- Titre francophone : LEGO Dreamzzz : Les Épreuves des Chasseurs de Rêves
- Réalisation : Chris Neuhahn, Fred Cline, Fred Reyes
- Scénario : Nathan Shepherd, Melissa G. Shepherd, Peter Sattler, Julia Prescott, Shakira Pressley, Lizzie Oyebode, Ghia Godfree
- Musique : Michael Tavera
- Montage :
- Sociétés de production : The Lego Group, Pure Imagination Studios
- Pays :  Danemark,  États-Unis
- Premières diffusions : 
  -  15 mai 2023 sur YouTube
  -  3 juin 2023 sur France 4

## Personnages

### Personnages principaux
- Mateo
- Izzie
- Cooper
- Logan
- Zoey
- M. Oz
- Albert
- Mme Castillo
- Le chasseur de la nuit
- Le roi des cauchemars

### Personnages antagonistes
- Le Roi des cauchemars : échappé de sa prison, il a pour but de contrôler le monde des rêves. Il est emprisonné de nouveau à la fin de la saison 1. Mais sa capture permet à la Sorcière des cauchemars de revenir de son bannissement pour prendre le pouvoir.
- Le Chasseur de la nuit
- La Sorcière des cauchemars : échappée de sa prison après la capture du Roi des cauchemars. Elle veut reprendre le pouvoir et s’emparer du monde des rêves.
- Claudius / le Briseurs de rêves : après avoir était chassé du monde des rêve par les chasseur pour son imbus de pouvoir,  il revient grâce à l’Appli Happy en jouant faussement les héros.

#### Les créatures de la nuit
- Susan
- Sneak
- Snivel
- Les terreurs nocturnes
- Les gnomes de la nuit

## Distribution

### Voix originales
- Marcos Cardenas : Mateo
- Larissa Dias : Izzie
- Sarah Jeffery : Zoey
- Mike Taylor : Cooper
- Vincent Tong : Logan
- Brian Drummond : Professeur Oz
- Clay St. Thomas : Albert
- Maria Del Mar : Mme Castillo
- Brian Drummond : le Roi des Cauchemars
- Alessandro Juliani : le Chasseur de la nuit

### Voix franco-belge
- Tim Belasri : Mateo
- Alayin Dubois : Izzie
- Brieuc Lemaire : Cooper
- Maxym Anciaux et Jonathan Simon : Logan
- Ludivine Deworst : Zoey
- Benoît Van Dorslaer : Professeur Oz
- Pierre Bodson : Albert
- Laurent Bonnet : le Roi des Cauchemars, Royce, Nero / Zero
- Emmanuel Dell'Erba : Beau / le Chasseur de la nuit
- Fabienne Loriaux : Mme Castillo / Lunia, Célia Strick
- Sébastien Hébrant : José Garcia / D-Shock, Le Marchand de sable
- Micheline Tziamalis : La Sorcière des cauchemars
- Claudio Dos Santos : Phil
- Marie-Line Landerwyn : Astrid
- Claire Tefnin : Hannah, Dawn / One
- Pierre Le Bec : Claudius / le Briseurs de rêves
- Steve Driesen : L'Irrêvée

## Épisodes
| Saisons | Épisodes | France      | France            | France      | France           |
| ------- | -------- | ----------- | ----------------- | ----------- | ---------------- |
| Saisons | Épisodes | Télévision  | Télévision        | Streaming   | Streaming        |
| Saisons | Épisodes | Début       | Fin               | Début       | Fin              |
| 1       | 20       | 3 juin 2023 | 9 septembre 2023  | 15 mai 2023 | 11 août 2023     |
| 2       | 20       | 11 mai 2024 | 21 septembre 2023 | 7 mai 2024  | 6 septembre 2024 |
| 3       | 20       | 7 juin 2025 | 2025              | 28 mai 2025 | 1er août 2025    |

### Première saison (2023): Les épreuves des chasseurs de rêve (Trials of the dream chasers)
La première partie de la saison 1 est sortie le 1er mai 2023 , la deuxième partie est sortie le 11 août 2023.
1. L'éveil (Awakening)
2. Chasseurs de Rêves (Dream Chasers)
3. Rêveurs en danger (Chased Dreamers)
4. La forge des rêves (The Dream Forge)
5. Le meilleur de nous-mêmes (Peak Performance)
6. L'anomalie (The Anomaly)
7. Triche à gogo (Cheat Code)
8. Un Monde où tout est possible (The Bigger Picture)
9. Où est passé Logan ? (Short Sheeped)
10. De vrais amis (The Grim Escape)
11. Pris au piège (Dreamers' Block)
12. Le singe et la pirate (Monkey And The Bandit)
13. Enquête à l'école (Private Eye)
14. L'appel de la brume (Songs Of The Mist)
15. De doux rêves sucrés (Sweet Dreams)
16. Le rêveur digne (The Worthy Dreamer)
17. La lumière de Nocturnia (The Light Of Nocturnia)
18. La proie de la nuit (Night Hunted)
19. La faille (The Rift)
20. En plein cauchemar (Enter The Nightmare)

### Deuxième saison (2024): La nuit de la Sorcière des cauchemars (Night of the Never Witch)
La première partie de la saison 2 est sortie le 7 mai 2024, sur l'application Okoo, la deuxième partie va sortir le 29 août 2024 sur Okoo.
1. Le coup du bélier (Sheep Freak)
2. La chasse aux souvenirs (Memory Chasers)
3. Le chant des sirènes (Sound of Sirens)
4. Des sons de dingue ! (Sick Beats)
5. Potions et sorcellerie (Witchy Ways)
6. Maîtrise d’une créature (Toss and Turn)
7. Une histoire d’amour et d’épée (Romancing the Spear)
8. Course contre la montre (Beat the Clock)
9. Sauvetage de rêveurs (Wake That Dreamer)
10. Un Matéo de trop (Tale of Two Teos)
11. Garde de robot difficile (Adventures in Robot-Sitting)
12. Turbulences et Astéroïdes (Personal Space Invaders)
13. Les doubles maléfiques (Fistful of Doppelgangers)
14. L’ŒIL du chaos (Irrational Treasure)
15. Mission peu plausible (Mission Implausible)
16. Vengeance cauchemardesque (Revenge)
17. Opération couronne de l'emprise (Crown Control)
18. L'affaire de la couronne (The Promised Crown Affair)
19. Le Sort Suprême (Now or Never Witch)
20. Rien n’est éternel (Never Forever)

### Troisième saison (2025):  Rejoignez la partie (Enter The Cyber Game)
La première partie de la saison 3 est sortie le 28 mai 2025.
1. Rien n'est plus pareil (Everything's Changed)
2. Bienvenue au club (Join the Club)
3. Une sacrée course ! (Whack Race 2025)
4. Rêvocratie (Dreamocracy)
5. Une affaire de fréquences (Freak-quencies)
6. Une terrifiante disjonction (InterFEARence)
7. Lunia (Lunia)
8. Gravir les échelons (Moving On Top)
9. À la recherche du sablier (Brainstorm)
10. Mis en boîte (Boxed In)
11. Piégés dans l’Appli Happy (The Happy App Trap)
12. Mission : Lunettes et sauce piquante (Mission: Ungoggle-Able)
13. D-Shock (D-Shock)
14. Combats de Robots (Robot Fight Club)
15. Le rêve dans le rêve (Fish Out of Water)
16. Cortex Combat (Cyber Drain)
17. Le Collège occupé (School Spirit)
18. L’Irrêvée (The Undreamt)
19. Une bonne dose de créativité (Missing Pieces)
20. Hors de la boîte (Outside the Box)